# 하나사키 스포츠 공원 경식 야구장
하나사키 스포츠 공원 경식 야구장(일본어: 花咲スポーツ公園硬式野球場)은 일본 홋카이도 아사히카와시 하나사키 스포츠 공원에 있는 경기장이다. 아사히카와시에서 관리하며, 애칭은 스타루힌 구장(일본어: スタルヒン球場)이다. 일본 최초의 '사람 이름이 붙여진 야구장'으로 유명하다. 주로 홋카이도 닛폰햄 파이터스가 홈구장으로 이용한다.
1929년 당시 국유지로 지정되었던 하나사키 스포츠 공원이 아사히카와시에 매각되었고, 1932년 이곳에 아사히카와 시영 구장을 건축하게 되었다. 이후 각종 스포츠 시설이 건설되었고, 1941년 시민들이 이용할 수 있도록 개방되었다. 그러나 이후 시설의 노후화가 문제가 되었고, 1976년 시에서는 공원 근처의 아사히카와 경마장을 매입하여 공원 시설의 개수 사업에 착수하였다. 1982년 9월 23일 아사히카와 시영 구장의 개축 공사에 앞서, 지역 야구 발전에 큰 공헌을 하였던 빅토르 스타루힌을 기념하여 스타루힌 구장이라는 이름이 붙여지게 되었고, 일본 최초로 '사람 이름이 붙여진 야구장'이 되었다. 개축 공사 후 1984년 4월 1일 다시 개장하였고, 1990년까지 공원 재정비 사업이 완료된 뒤, 1991년 4월 1일 아사히카와 하나사키 스포츠 공원 경식 야구장이라는 현재의 명칭으로 개칭되었다. 조명탑은 2013년에서야 설치되었고 일본 프로야구에서 가장 북쪽에 위치한 야간경기 개최 구장이다.